# 常启德
常启德，本名西达尔特·查特吉，现任联合国驻华协调员。他领导并协调联合国在中国26个机构、基金和项目的工作，是联合国在华最高级别代表，直接代表联合国秘书长。2021年4月，他向中国国家主席递交国书。

## 教育背景
查特吉毕业于印度国防学院获理学士学位，后在马斯特里赫特大学取得社会政策专业证书，并于普林斯顿大学公共与国际事务学院获得公共政策硕士学位。

## 职业生涯
常启德曾服役于印度陆军特种部队，因英勇表现获印度总统授勋。后加入联合国系统，先后在维和行动、联合国安保、儿基会、项目事务厅、人口基金和开发计划署任职，并曾在红十字会与红新月会国际联合会工作。
其职业生涯的高光时刻是成功推动南苏丹3,551名儿童兵解除武装，这是冲突期间规模最大的一次儿童兵复员行动。常启德是健康与呼吸训练倡导者，曾克服高胆固醇和高血压等慢性疾病。他在中国零下低温环境中进行呼吸训练的事迹被多家印度媒体报道。其仅穿短裤在零下16摄氏度进行呼吸训练的视频广受关注。作为可持续发展目标3（全民健康福祉）的倡导者，他持续向海内外观众分享呼吸训练与健康经验。
作为三度登上TEDx讲台的演讲者，他是《新闻周刊》、CNN、CNBC、《洛杉矶时报》、路透社、《福布斯》、《赫芬顿邮报》、《卫报》及半岛电视台等媒体的定期撰稿人。